# Botha, Alberta
Botha är en ort i Kanada.   Den ligger i provinsen Alberta, i den centrala delen av landet, 2 800 km väster om huvudstaden Ottawa. Botha ligger 809 meter över havet och antalet invånare är 175.
Terrängen runt Botha är platt, och sluttar norrut. Trakten runt Botha är nära nog obefolkad, med mindre än två invånare per kvadratkilometer.. Närmaste större samhälle är Stettler, 12,6 km väster om Botha. 
Trakten runt Botha består till största delen av jordbruksmark.